# 9. Jahrtausend v. Chr.
Portal Geschichte | Portal Biografien | Aktuelle Ereignisse | Jahreskalender | Tagesartikel

◄ |
10. Jahrtausend v. Chr. |
9. Jahrtausend v. Chr. | 8. Jahrtausend v. Chr.  | ►
Das 9. Jahrtausend v. Chr. beschreibt den Zeitraum von 9000 v. Chr. bis 8001 v. Chr.

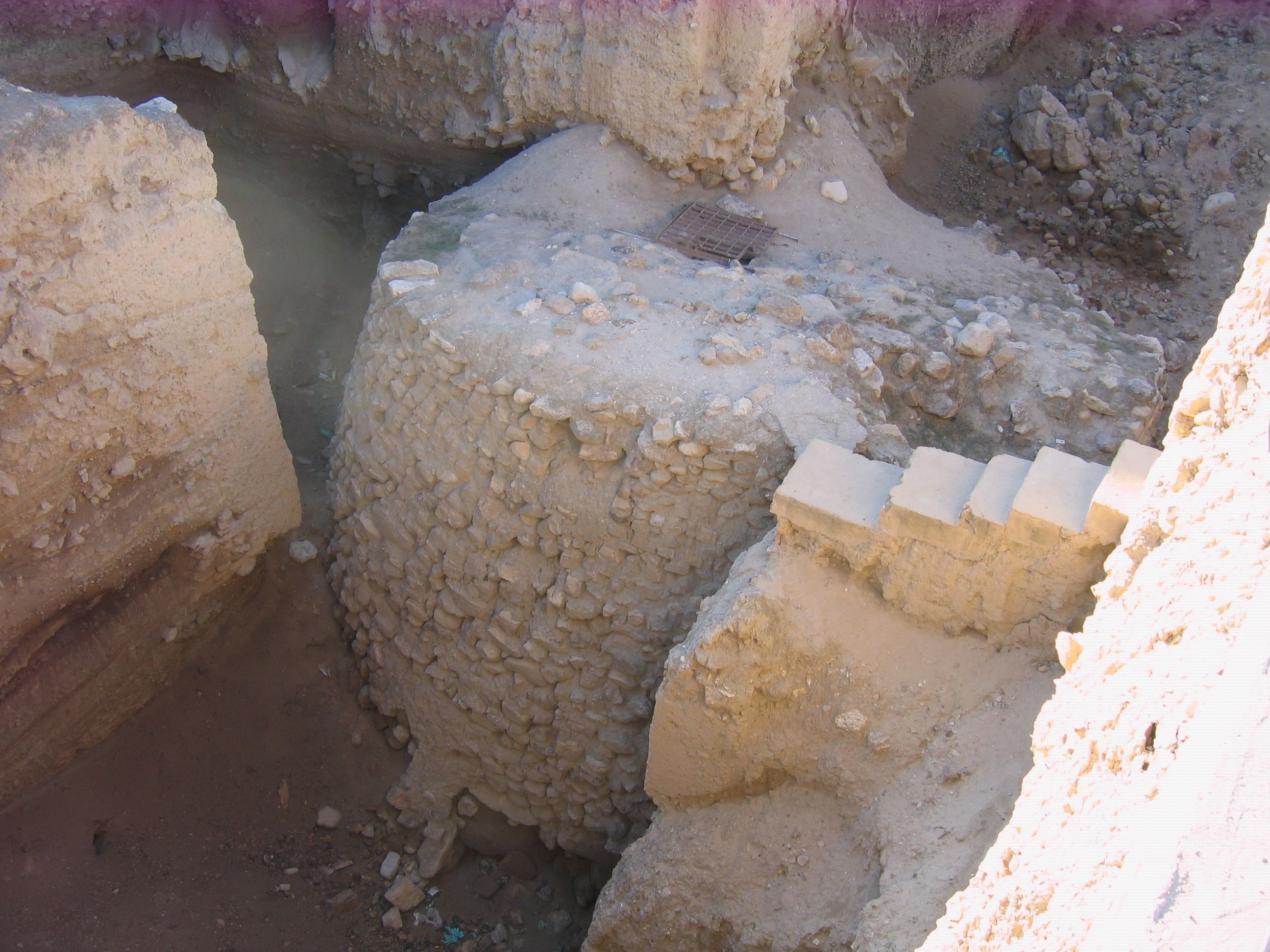
Turm von Jericho

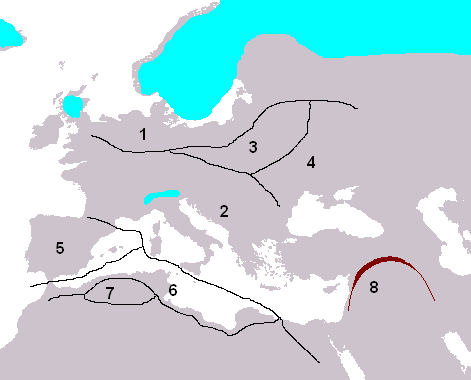
Eurasien und Nordafrika 8500 v. Chr. Blaue Bereiche sind mit Eis bedeckt.
(1) jungpaläolithische Kulturen.
(2) Mesolithische Kulturen.
(3) Swiderianische Kulturen.
(4) Pontische tardenoisische Kulturen.
(5) Iberische Capsien-Kultur
(6) Ibéromaurusien Kultur
(7) Untere Capsien Kultur
(8) Der fruchtbare Halbmond.

## Zeitalter/Epoche
- Um 9000 v. Chr. endet das Epipaläolithikum (Vorgeschichte zur Jungsteinzeit) in der Levante, wo bereits die Menschen saisonal sesshaft waren und Wildgetreide sammelten, aber nicht anbauten. Mit der Besiedlung von Jericho (Präkeramisches Neolithikum A)[1] und dem Beginn des Ackerbaus in Tell Abu Hureyra[2] beginnt nun die Jungsteinzeit in der Levante.[3][4]

## Ereignisse
- Die Weltbevölkerung im 9. Jahrtausend v. Chr. betrug etwa fünf bis zehn Millionen Menschen.[5]
- Kulturen von Göbekli Tepe (Şanlıurfa (Provinz in Anatolien, Türkei)) und Tell Dschaʿdat al-Mughara (nahe Aleppo)
- Jericho ist eine frühe stadtartige Siedlung.
- Beim Übergang von Jäger und Sammler zu Ackerbaukulturen entwickeln sich vermutlich matriarchale Gesellschaften.
- Folsom-Kultur im amerikanischen Mittelwesten
- Früheste Funde der Kunda-Kultur oder deren Vorform in Pulli, Estland

## Erfindungen und Entdeckungen
- Um 9000 v. Chr. wurde das Hausschaf im nördlichen Irak domestiziert, zuerst nur als Fleischlieferant.[6][7]